# 白鳥公子
白鳥 公子（しらとり きみこ、1968年6月6日 - ）は、日本の元女子サッカー選手。元サッカー日本女子代表。

## 来歴
清水第八スポーツクラブでプレー。サッカー日本女子代表では、1984年10月の中国遠征で選出された。この遠征で日本代表はイタリア代表とオーストラリア代表の2チームと計3試合戦った。白鳥は全3試合に出場したが、3試合とも敗れた。1986年にも2試合に出場した。日本代表での出場はこの5試合である。国際Aマッチ以外も含めた試合出場は14試合。

## 代表歴
- 1984年10月17日 - 日本女子代表初出場 -  イタリア戦 (西安招待)

### 試合数
| 日本代表 | 国際Aマッチ | 国際Aマッチ |
| 年       | 出場        | 得点        |
| -------- | ----------- | ----------- |
| 1984     | 3           | 0           |
| 1986     | 2           | 0           |
| 通算     | 5           | 0           |

- 出典: なでしこジャパン（日本女子代表）試合別出場記録[2]

### 出場
| # | 開催日         | 開催地     | 会場                 | 相手                 | 結果 | 監督     | 大会                 |
| - | -------------- | ---------- | -------------------- | -------------------- | ---- | -------- | -------------------- |
| 1 | 1984年10月17日 | 西安       |                      | イタリア             | ●0-6 | 折井孝男 | 西安招待             |
| 2 | 1984年10月22日 | 西安       |                      | オーストラリア       | ●2-6 | 折井孝男 | 西安招待             |
| 3 | 1984年10月24日 | 西安       |                      | イタリア             | ●1-5 | 折井孝男 | 西安招待             |
| 4 | 1986年01月21日 | ジャカルタ |                      | インド               | ●0-1 | 鈴木良平 | スハルト大統領夫人杯 |
| 5 | 1986年03月07日 | 東京都     | 国立西が丘サッカー場 | チャイニーズタイペイ | ●0-2 | 鈴木良平 | 国際親善試合         |